# Berloz
Berloz ist eine Gemeinde in der belgischen Provinz Lüttich. Sie besteht aus den Ortschaften Berloz, Corswarem und Rosoux-Crenwick.

## Weblinks

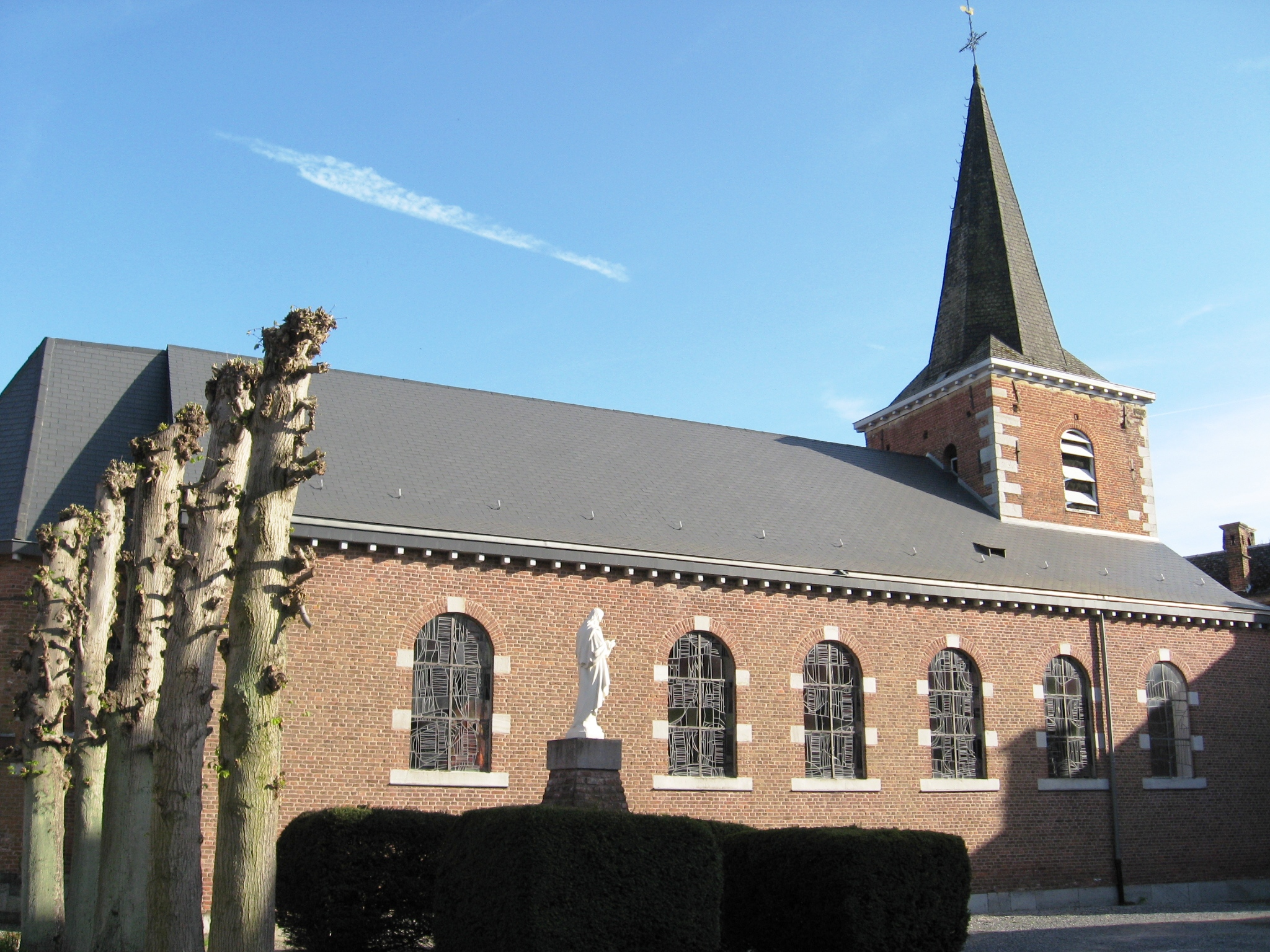
Lambertuskirche in Berloz